# میکائیل استاسینوپولوس
میکائیل استاسینوپولوس (یونانی: Μιχαήλ Στασινόπουλος؛ ۲۷ ژوئیهٔ ۱۹۰۳ – ۳۱ اکتبر ۲۰۰۲) یک سیاست‌مدار اهل یونان بود. 